# Bongo
Pour les articles homonymes, voir Bongo (homonymie).

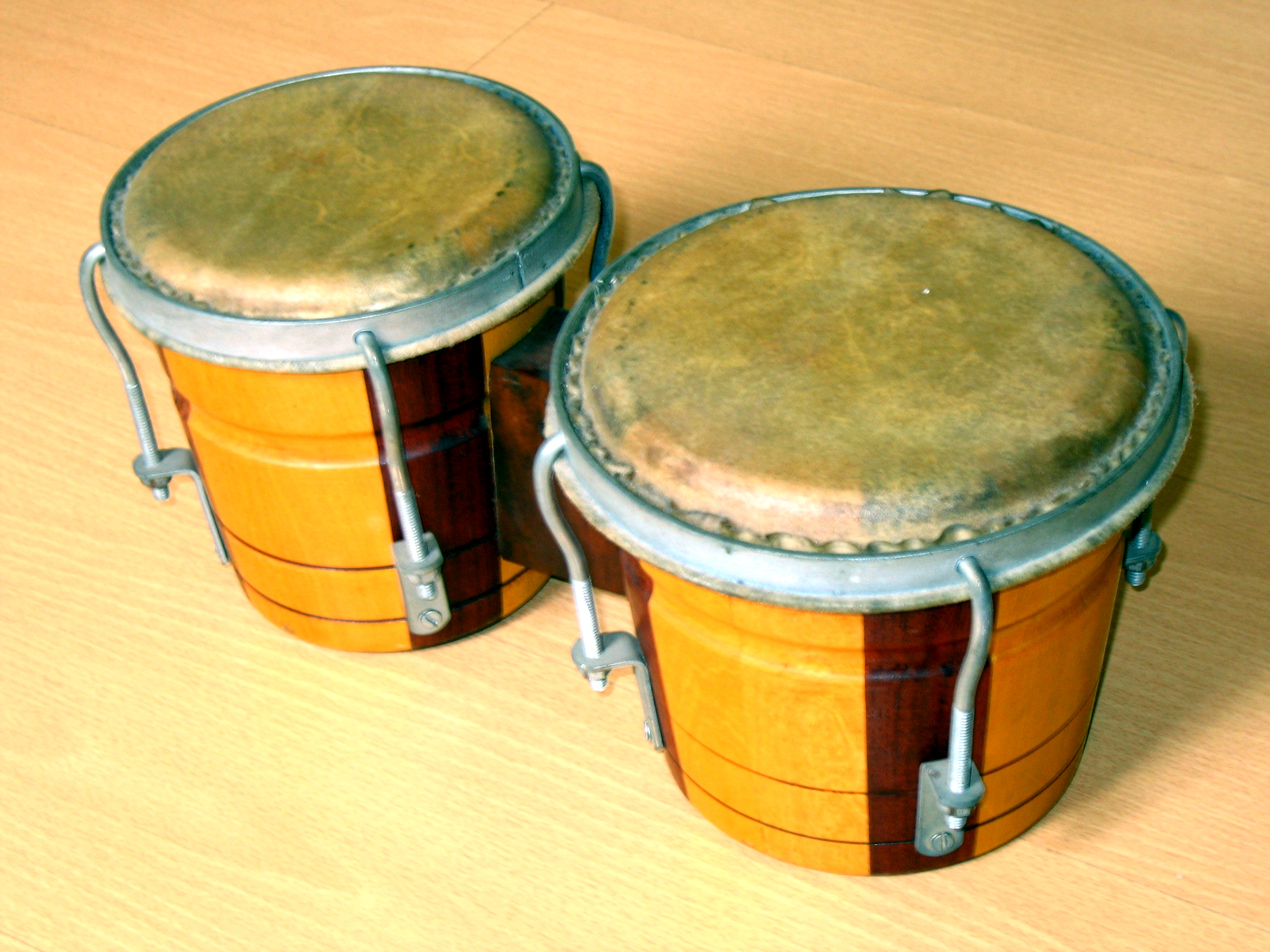
Bongo

Le bongo, également écrit bongó, est un instrument à percussion de Cuba qui s'est répandu dans toute la musique latine. C'est une paire de tambours solidaires, à une membrane chacun et dont l'un est plus grand que l'autre. Le percussionniste jouant des bongos s'appelle un bongocero.

## Histoire
Le bongo est originaire de l'est de Cuba au XIXe siècle. Les bongos utilisés dans le changüí, connus sous le nom de bongó el monte, sont plus grands et plus graves que leurs équivalents modernes. Ils se jouent d'une manière similaire au quinto de la rumba et à d'autres percussions folkloriques,. Les bongos sont aussi utilisés dans le genre musical cubain proche connu sous le nom de son.
Les bongos sont parvenus dans l'ouest de Cuba au tournant du XXe siècle, lorsque le son a atteint La Havane. Avec l'apparition du son cubain à la fin des années 1930, les joueurs de bongo (bongoceros) ont commencé à jouer d'une grande cloche de vache (cencerro) pendant les chorus (montuno) des chansons.

## Facture
Le bongo est constitué d'une paire de cylindres ou de troncs en cônes, en bois ou en fibre synthétique, muni chacun d'une seule membrane. Ces fûts de même hauteur (20 cm) ont des diamètres différents (20 et 30 cm environ).
À l'origine, ils étaient appariés au moyen d'une bande de tissu et le percussionniste posait l'ensemble sur sa cuisse pour jouer. Rapidement, cette pièce de textile a été remplacée par un morceau de bois permettant à l'instrumentiste de coincer les tambours entre ses genoux. Dans les premiers temps, les peaux (de veau) étaient chauffées à la flamme pour accorder l'instrument.
Tata Güines précise : « Les congueros, on se réunissait souvent pour parler boulot et pour échanger des idées en vue d'améliorer cette contrainte des bougies. Et puis un jour, à la fin des années 1940, les frères Vergarra, qui habitaient dans le quartier de Lawton à La Havane, ont modernisé la conga et le bongo en ajoutant un système de clés métalliques pour fixer les peaux. »
Cette amélioration a aussi été attribuée à Carlos "Patato" Valdés (Tata Güines conteste) et à Basileo Pozo, expérimentant avec Ulpiano Diaz (respectivement conguero et timbalero de la charanga 'Arcano y sus Maravillas') secondés par un forgeron ; ces essais aboutissent à un système de clés, fixées sur le fût... « En 1944, "El Colorao" fait irruption sur scène, la tumbadora recouverte d'un voile & ne s'affaire nullement pour la chauffer. Au moment où l'orchestre s'apprête à jouer, "El Colorao" dévoile son invention. ».

## Jeu

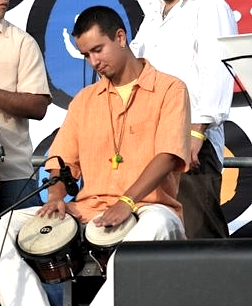
Un joueur de bongos.

Le bongo se place entre les genoux du musicien assis qui en joue avec les doigts des deux mains. Le plus petit fût (l'aigu) est appelé macho "mâle" en espagnol, il se place à gauche pour les droitiers. Le plus gros (le grave), placé à droite, est nommé hembra ("femelle"). L'accord se fait à la quarte ou à la quinte.
Dans les orchestres de musique savante occidentale, le bongo est souvent placé sur un stand et joué avec des baguettes.
Le bongo est principalement utilisé dans le changüí, le son cubain, le boléro, puis la salsa et la bachata.
La cellule rythmique de base du bongo (dite aussi « patron ») est le martillo (petit marteau), également appelé a caballo (à cheval). Souvent joué en trémolo (redoble), il sonne un peu comme "tiki-taki-tiki-toki".
Le martillo maintient la trame rythmique de croche en accentuant les  temps forts sur le macho, le quatrième temps (ou ponche) est marqué sur la hembra et soutient le phrasé du tumbao des congas. Dans un mouvement alternatif droite-gauche, la droite marque les temps et la gauche remplit les espaces, jouant en fait toutes les croches à contretemps, en alternant les positions paume et pointe.
Dans la musique latine (le son et la salsa), le bongosero (avec un "s", cf. Olavo Alèn Rodriguez) joue aussi la cloche (campana ou cencerro) dans les sections improvisées de montunos.
Cette cloche arrive le plus souvent au moment où le chanteur soliste improvise entre les chœurs (coro). 
L'arrivée des chœurs (coro) indiquent le plus souvent le début de la partie montuno d'un morceau. 
La cloche est aussi jouée sur les mambo (rifs de cuivres souvent répétés quatre fois) et solo de cuivres, 
en résumé sur les parties les plus intenses du morceau. 
Elle est l'unique instrument de l'orchestre salsa qui souligne le temps et prend ainsi la fonction de métronome. Le joueur de bongos change d'instrument au cours du morceau, il change donc de rôle selon les parties du morceau.
La sonorité très aiguë et la rapidité de mouvements inhérente à la petite taille du bongo permettent au percussionniste d'improviser avec volubilité, de tisser une texture rythmique des plus syncopée, sans jamais quitter vraiment le rôle de maintien et de stabilité rythmique du martillo. Ce développement de jeu du martillo se fait autour d'une clef qui s'étend sur une clave au moins et sur laquelle le joueur s'appuie pour faire des phrases d'improvisation. Il est possible de ne plus entendre le martillo dans le son ou la salsa, mais uniquement cette clef.
La clef et l'improvisation servent d'illustration et « répondent » en « contre-chant » au thème exposé par le chanteur. Cette manière de jouer propre au son et à la salsa rappellent fortement la clef d'improvisation et les phrases du tambours aigu dans la rumba appelé quinto. Le bongo se nomme aussi « requinto », il occupe donc la même fonction que le quinto dans la rumba, cela met en évidence un des nombreux liens entre la rumba, le son et la salsa.
Les variations et improvisations du bongo sont appelées repiques.
Le changuï utilise un autre rythme que le "martillo" et l'improvisation se fait dans un "esprit" différent et propre au changuï.
Parmi les bongoseros célèbres, citons Roberto Roena, Ray Romero, Johnny "Dandy" Rodríguez (en), Manny Oquendo, Antony Carrillo, ainsi que le physicien Richard Feynman.